# 阿芒维莱
阿芒维莱（法語：Amanvillers，法語發音：[amɑ̃vile]）是法国摩泽尔省的一个市镇，属于梅斯区。

## 地名
该地名“Amanvillers”发音为[amɑ̃vile]，末尾字母“r”（及“s”）不发音，《世界地名翻译大辞典》与《世界地名译名词典》将其误译作“阿芒维莱尔”。

## 地理
阿芒维莱（49°10'1"N, 6°2'34"E）面积9.76 平方千米，位于法国大東部大區摩泽尔省，该省份为法国东北部内陆省份，是洛林的一部分，西南接默尔特-摩泽尔省，东临下莱茵省，北与卢森堡和德国接壤。
与阿芒维莱接壤的市镇（或旧市镇、城区）包括：圣艾、沙泰勒圣日耳曼、洛里莱梅斯、诺鲁瓦勒沃讷尔、圣玛丽欧谢讷、圣普里瓦拉蒙塔涅、索尔尼、韦尔内维尔。
阿芒维莱的时区为UTC+01:00、UTC+02:00（夏令时）。

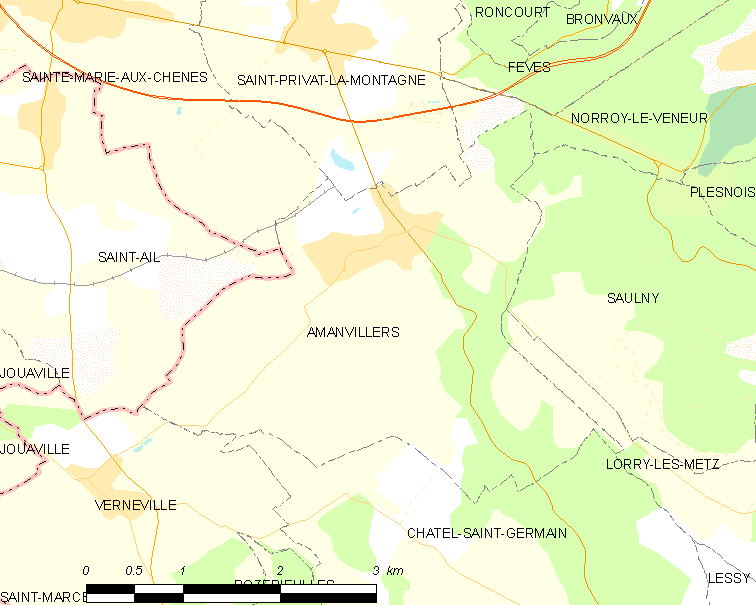
阿芒维莱的OSM定位图

## 行政
阿芒维莱的邮政编码为57865，INSEE市镇编码为57017。

## 政治
阿芒维莱所属的省级选区为龙巴县。

## 人口

1962-2008年间阿芒维莱人口变化图示

阿芒维莱于2022年1月1日时的人口数量为2154人。